# Kundler Klamm
De Kundler Klamm is een aardravijn in Oostenrijk. De kloof ligt in het district Kufstein.
De Kundler kloof verbindt Wildschönau met het Tiroolse Inntal. De 7 kilometer lange wandelweg loopt vanuit Mühltal richting de stad Kundl.